# Friedhof Vounous-Bellapais
Vounous-Bellapais, eigentlich Vounoi, ist ein Gräberfeld der frühen und mittleren Bronzezeit (EC1–MC) im Norden der Insel Zypern, der meist aus Felskammern besteht.

## Lage
Vounous-Bellapais liegt in den nördlichen Fußbergen des Kyrenia-Gebirges nordöstlich der Abtei Bellapais, etwa in der Mitte zwischen dem Kloster und dem Ort Agios Epiktetos, zugleich südöstlich von Kazaphani auf dem Nordhang eines kleinen Hügels. Von der Hauptkette des Pentadaktylos wird dieser durch eine Schlucht getrennt.

## Forschungsgeschichte
Die Fundstelle wird bereits von Einar Gjerstad erwähnt. 1931–1932 wurde das Gräberfeld durch Porphyrios Dikaios, Kurator des Cyprus Museum in Nikosia, teilweise ausgegraben, nachdem eine Anzahl von Funden durch die Bezirkspolizei in Kyrenia beschlagnahmt worden war. Die Funde stammten, wie Dikaios feststellen konnte, aus umfänglichen Raubgrabungen.
Das Zypernmuseum finanzierte eine kurze Notgrabung, mit Spendenmitteln wurde eine weitere Ausgrabungskampagne im selben Jahr ermöglicht. Insgesamt wurden im Jahre 1931 31 Gräber aufgedeckt, im Jahre 1932 weitere 17 Gräber.
1933 fanden weitere Grabungen unter der Leitung von Dikaios und Claude F. Scheffer vom französischen Nationalmuseum statt. 1937 untersuchte James Rivers Stewart mit Mitteln der British School at Athens Gräber im östlichen Teil der Nekropole (Nekropole A).

## Anlage des Friedhofes
Dikaios unterscheidet vier Gruppen nach ihrer Lage:
1. obere östliche Gruppe
2. obere westliche Gruppe
3. Zentrale Gruppe
4. untere Gruppe

Gruppe 1 enthält die ältesten Gräber.
Der Kalkstein im Westen des Gräberfeldes ist recht hart und die Grabkammern waren dementsprechend gut erhalten, während sie im Osten meist zusammengestürzt waren, was ihren Inhalt allerdings weitgehend vor Raubgräbern schützte.

## Anlage der Gräber
Die Gräber sind in den anstehenden Kalkstein eingetieft. Sie haben eine rundliche (Grab 16, 20, 30) bis unregelmäßig rundliche Form, manchmal auch oval (Grab 7) oder pilzförmig (Grab 27) und sind meist durch einen kurzen Gang mit dem Zugangsschacht verbunden. Bei einigen Gräbern (Grab 5, Grab 11) grenzt die Kammer direkt an den Schacht. Der Zugang zur Grabkammer wurde meist durch eine Steinplatte verschlossen, die manchmal außen noch durch kleinere Steine gestürzt wird. Die Kammern sind meist recht niedrig (1,20–1,40 m), im Einzelfall noch kleiner (Grab 36 mit 1,04, Grab 31 mit 1,14 m), es kommen jedoch auch Kammern vor, in denen man aufrecht stehen konnte (Grab 15 ist 1,80 m hoch, Grab 38 1,85 m, Grab 6 1,90 m und Grab 12 2,2 m). Die maximale Länge der Grabkammern beträgt 5,30 m (Grab 11).
Das sehr reich ausgestattete Grab 15 zeichnet sich durch eine Seitenkammer im Westen aus, viele andere Gräber (3, 6, 7, 11) wiesen eine leichte seitliche Beule auf, die scheinbar angelegt wurde, um den Verschiedenen unterzubringen. Grab 5 hat zwei Seitenkammern, die westliche mit dem Skelett von L-förmiger Gestalt (Dikaois 1940, Abb. 4).
Einzelne Gräber waren miteinander verbunden (39 und 40).
Die Gräber sind meist Nord-Süd orientiert, mit dem Zugang nach Norden. Grab 38 war Ost-West orientiert, Grab 50 West-Ost.
Die Zugänge sind entweder kurz mit parallelen Seiten oder lang mit trapezförmigem Grundriss.

## Bestattungen
Die Grabkammern enthielten meist mehrere Bestattungen, die überwiegend nicht gleichzeitig sind. Es scheint, als habe man ältere Bestattungen oft zur Seite geschoben, um Platz für neue Leichname zu schaffen. Grab 19 enthielt eine Doppelbestattung, in Grab 36 insgesamt neun Bestattungen. Grab 38 und 40 sind Einzelbestattungen.
Die Toten liegen meist im Westen der Kammer.
Dikaois interpretiert die Kammern als Familiengräber (1940, 102).

## Beigaben
Die Beigaben bestehen vor allem aus Keramik, die charakteristische rotpolierte (Red-polished) und weiß bemalte (White painted) Ware, seltener schwarzpolierte (Black-polished) Keramik (Grab 37). Neben Feinkeramik wurden auch Kochtöpfe beigegeben. Die Keramik zeigt oft sehr barocke Formen und reiche plastische Verzierung (Schlangen, Vögel, Hirsche) vermutlich handelt es sich überwiegend um spezielle Grabkeramik.
Die Beigaben lagen meist nur auf einer Seite der Kammer. Außer Gefäßen wurden auch Spinnwirtel, Figurinen (Grab 34) und zwei Modelle aus Ton gefertigt. Spinnwirtel wurden auch aus Knochen angefertigt (Grab 36). Grabbeigaben aus Bronze, Silex (Klingen und Kratzer), Steingeräte (Keulenköpfe, Wetzsteine) und Glas (meist Perlen) sind insgesamt seltener und innerhalb der einzelnen Gräber wenig zahlreich.
Keramik konnte auch über den Bestatteten liegen (Grab 35).

### Besondere Funde
- Grab 11 enthielt einen rotpolierten Krug mit plastischer figürlicher Verzierung auf der Schulter (Dikaios 1940, Abb. 10).
- Grab 15 enthält einen Krug mit eingeritzten Hirschen auf der Schulter (Dikaios 1940, Abb. 14).
- Grab 22 mit einem Haus- oder Tempelmodell
- Grab 23A mit einem Askos in Vogelform und Ritzverzierung aus rotpolierter Ware.
- Grab 28 mit einer schiffsförmigen Pyxis und Tierkopfprotomen.
- Grab 31 mit Krug in Vogelform und mit Ritzverzierung
- Grab 36 mit einer rotpolierten Schale, auf deren Rand Vögel, ein Horntier sitzen, während auf dem Gefäßkörper eine Schlange ausmodelliert ist[6]
- Grab 37 Pyxis mit einem menschlichen Paar auf dem Deckel

### Bronze
Griffplatten- und Griffangeldolche, Messer, Nadeln, Ohrringe (Grab 16), Ringe (Grab 47), Halsketten aus Draht (Grab 21) und Pinzetten sind aus Kupfer gefertigt, das nur geringe Spuren von Blei und Arsen enthält.

### Glas
Perlen (Grab 19, 20).

### Tierknochen
Grab 36 enthielt Teile eines Ochsen, Grab 13 die Reste mehrerer Tiere auf dem Boden der Kammer. Tierknochen, vermutlich Speisebeigaben, wurden auch oft in großen Schalen niedergelegt. In Grab 19 lagen Tierknochen unter und neben den Bestatteten.

### Terrakottamodelle

#### Hausmodell
Aus Grab 22 der Zentralgruppe stammt das Terrakottamodell einer runden Einhegung. Es ist aus rotpolierter Keramik hergestellt und misst 37 cm im Durchmesser. Die runde Tonplatte ist von einer 8 cm hohen Mauer begrenzt, die einen höheren Torbogen aufweist. Das Modell war bei der Auffindung stark zerscherbt, vermutlich wurde es bereits durch antike Grabräuber zerbrochen. Von zwei Figuren rechts des Stuhls sind nur die Füße erhalten, weitere Figuren, wie der „Kletterer“ und die Frau mit Kind waren gänzlich abgebrochen, aber noch erhalten.
Das Modell enthält zwei Einhegungen mit jeweils zwei hintereinanderstehenden kleinen langhornigen Rindern, sechs Figuren, die auf Bänken entlang der Wand sitzen, eine männliche Figur mit ineinandergelegten Händen auf einem großen Stuhl oder Thron mit Rückenlehne und breiten T-förmigen Streben, eine Gruppe von fünf Personen rechts der thronenden Figur (davon zwei weitgehend ergänzt), eine kniende Figur schräg vor den halbplastischen Figuren auf der Wand (Blickachse zwischen die Figuren), eine Figur in einem Stiergehege, zwei Personen, eine davon mit Kind auf beiden Seiten des anderen Stiergeheges und eine Figur zwischen Thron und der Figur mit dem Kind – insgesamt ein recht unübersichtliches Gewimmel (Dikaois 1940, Tafel 7). Links des Eingangs (immer von der Tür aus gesehen) schaut eine Figur mit ausgebreiteten Armen von außen über die Mauer. Der „Thron“ befindet sich nicht im Zentrum der Platte, sondern im Bereich links der Tür im hinteren Bereich der Einhegung.
Dikaios geht für die Frühbronzezeit aufgrund der damals noch spärlichen Grabungsbefunde von rechteckigen Häusern aus, hält es jedoch für möglich, dass im Sakralbereich runde Bauwerke oder Einhegungen Verwendung fanden, eine Tradition, die sich seiner Ansicht nach vielleicht auch in der Form der Gräber in Vounous niederschlug. Er verweist in diesem Zusammenhang auf die neolithischen Häuser von Khirokitia, die allerdings, wie wir heute wissen, wesentlich älter sind, und auf den Temenos von Ayios Iakovos aus der späten Bronzezeit.
Er sieht in dem Modell die Darstellung unterirdischer Götter. Die drei Figuren an der Wand gegenüber dem Eingang halten zwei Schlangen in den „Händen“ (senkrechte Wellenlinien auf halber Strecke zwischen der mittleren Figur und den äußeren „Figuren“). Vor ihnen befindet sich eine halbkreisförmige leicht abgehobene Plattform. Sie sind nur halbplastisch aus der Wand herausgearbeitet, nur die mittlere, deutlich breitere Darstellung hat ein ausgearbeitetes Gesicht und könnten auch Architekturornamente darstellen. Dikaois (1940, 121) sieht sie jedoch als Abbilder von Göttern und interpretiert die wellenförmigen Auswüchse an ihren Köpfen als Hörner.
Er zitiert René Dussaud (Syria 13), der sie als chthonische Götter interpretiert. Dikaios neigt dazu, die nicht vollständig erhaltenen „Hörner“ als Stierhörner zu deuten und verweist auf den minoischen Minotaurus und Anzeichen von Stierverehrung im spätbronzezeitlichen Zypern (Idalion, Ayia Irini). Er interpretiert den Stierkult als Verehrung eines Fruchtbarkeitsgottes, während die Schlange zu einem Hausgott, Heilgott, astralen oder chthonischen Gott gehören könne.
Dikaios sieht die Figur auf dem Thron, die sitzenden und die fünf stehenden Figuren als Teilnehmer einer kultischen Handlung an und widerruft seine frühere Deutung der Figur mit dem Kind als Muttergottheit. Auch die Deutung Dussauds, der den Thronenden als den Verstorbenen ansieht, lehnt er ab.
Insgesamt interpretiert er das Modell als Beleg für eine Verehrung von Fruchtbarkeits- und Unterweltsgöttern mit den Symbolen Stier und Schlange, die vielleicht vom asiatischen Festland übernommen worden seien, aber auch eine einheimische zypriotische Entwicklung darstellen könnten.
Sturt Manning (1993, 45) sieht das Modell als Beleg für die beginnende Entwicklung von Herrschaftsstrukturen und erblicher Herrschaft. Er deutet die männliche Figur auf dem Sitz („Thron“) als Zentrum der Darstellung, da sie die größte Figur sei und die Aufmerksamkeit auf sie konzentriert sei. Die Tatsache, dass sie die Verehrung nicht selber ausführe, sondern der knienden Figur überlasse, verweise auf ihre gesicherte soziale Position. Die Quellen von Leben, Macht, Reichtum und sozialer Reproduktion seien in Form von Vieh und der Frau mit dem Kind um sie versammelt. Die Halbfiguren auf der Wand repräsentierten vielleicht die Ahnen.
Desmond Morris (1985) interpretiert das Modell als Abbild dörflichen Alltagslebens („a busy scene of village life“,) während Nicolas Coldstream (1986) auf Ähnlichkeiten mit dem Kotchati-Bukranion verweist und ebenfalls einen sakralen Inhalt annimmt, eine Deutung, in der ihm im Licht des Fundes von Kissonerga-Mosphilia auch Peltenburg (1988) folgt. Dieser sieht auch Parallelen zu dem Fund von Platia Magoula Zarkou und Haus-Modellen des Balkanraumes. Hier wäre zum Beispiel Ovcarovo zu nennen.

#### Pflugszene
Eine Pflugszene (Dikaios 1940, Tafel 9–10) steht auf einer langrechteckigen Tonplatte, die von fünf kurzen Füßen getragen wird. Sie ist 41 cm lang, 19 cm breit und zeigt insgesamt fünf stilisierte menschliche Figuren, fünf Vierfüßer, davon vier mit Joch und zwei Pflüge. Dikaios identifiziert vier Ochsen, zwei Pflüger, eine Figur, die einem gesattelten Tier (Esel?) folgt, und zwei Figuren, die vielleicht Saatkorn tragen (Abb. gegenüber Tafel 9). Das Modell stammt aus einem geplünderten Grab und war stark zerbrochen. Ein Teil des Tisches war polizeilich beschlagnahmt worden, die verhafteten Grabräuber aus Kazaphani verwiesen die Archäologen auf das Grab (ohne Nummer), das den Rest der Bruchstücke enthielt.
Eine weitere Pflugszene, mit nur einem Pflüger und einem Ochsengespann stammt von der Schulter eines langhalsigen rotpolierten Kruges (Tafel 28).

#### Mahlszenen
Ein Krug mit figürlicher Verzierung zeigt das Mahlen von Getreide (Dikaios 1940, Tafel 21), nur eine der vier mahlenden stark stilisierten Frauenfiguren ist erhalten.
Ein rotpolierter Krug mit drei Hälsen und einem Doppelhenkel zeigt das gleiche Motiv (Dikaios 1940, Tafel 25, e–f), hier sitzt die mahlende (?) Figur auf dem Rand zwischen den Ausgüssen.

#### Tisch
Ein runder rotpolierter Tontisch, den Dikaios als Opfertafel interpretiert (Dikaois 1940, Tafel 33 b) hat einen runden Fuß und trägt zwei Tassen mit einziehendem Rand und einen Henkelkrug, die alle ritzverziert sind. Auch der Fuß des Tisches und sein Rand tragen Ritzverzierung.

#### Weiteres
Tonhörner sind relativ häufig, sowohl mit Bemalung (Tafel 2; 41) wie auch mit Ritzverzierung (Tafel 28). Dikaois erwähnt noch das Modell einer Spindel, vielleicht auch einer Bronzenadel und das Modell einer Bürste (Tafel 38c).

## Datierung
Der Friedhof setzt mit EC1 ein und hat keine Verbindung zu der vorhergehenden Philia-Phase (Manning 1993, 38).

## Weitere Fundstellen in der Nachbarschaft
- Erimi
- Troulli
- Agios Epiktikos

## Weitere Publikationen
- Eleanor und James Stewart: Vounous 1937–38. Field-report on the excavations sponsored by the British School of Archaeology at Athens. Lund, Gleerup 1950.
- Anne-Elizabeth Dunn-Vaturi: Vounous, C.F.A. Schaeffer's excavations in 1933: Tombs 49–79. Paul Astrom, Jonsered 2003, ISBN 91-7081-191-1 (Studies in Mediterranean Archaeology 130).
- Ruth Amiran: More About the Vounous Jar. Some EB IV Antecedents. In: Bulletin of the American Schools of Oriental Research. 210, 1973, S. 63–66.
- Priscilla Schuster Keswani: Death, Prestige, and Copper in Bronze Age Cyprus. In: American Journal of Archaeology. 109/3, 2005.